# Sân vận động Vinh
Sân vận động Vinh là một sân vận động nằm ở phường Thành Vinh, tỉnh Nghệ An, Việt Nam với sức chứa khoảng 20.000 chỗ ngồi. Đây là sân nhà của câu lạc bộ bóng đá Sông Lam Nghệ An, một câu lạc bộ bóng đá nổi tiếng, nhiều lần vô địch bóng đá Việt Nam.

## Lịch sử
Sân vận động Vinh được xây dựng từ những năm 1973 - 1974 với sự hỗ trợ của Cộng hòa Liên bang Đức.

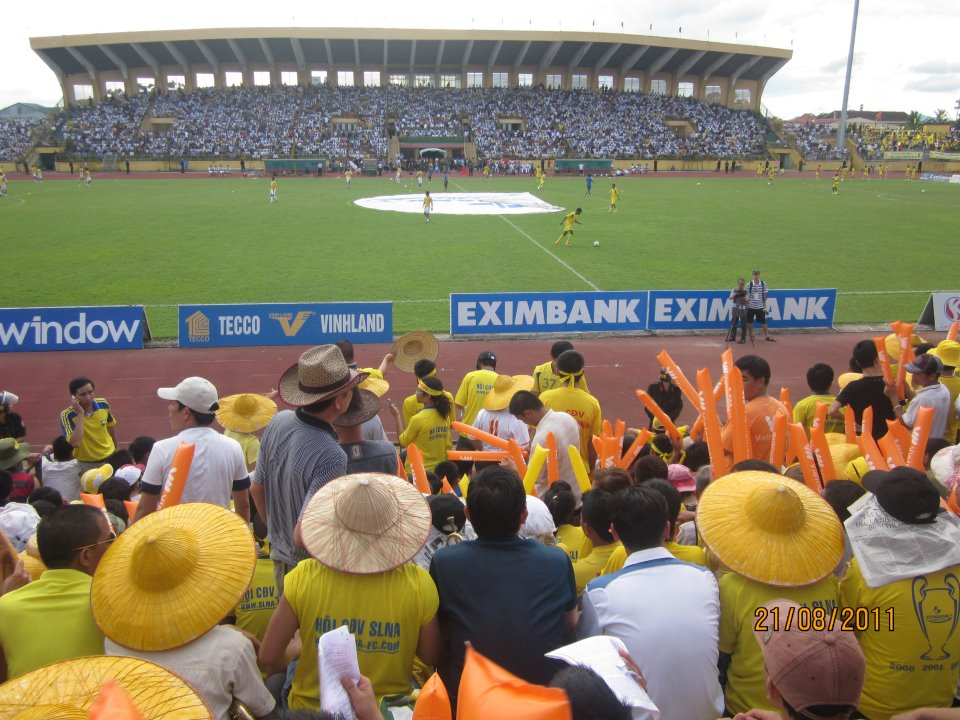
Sân vận động Vinh năm 2011

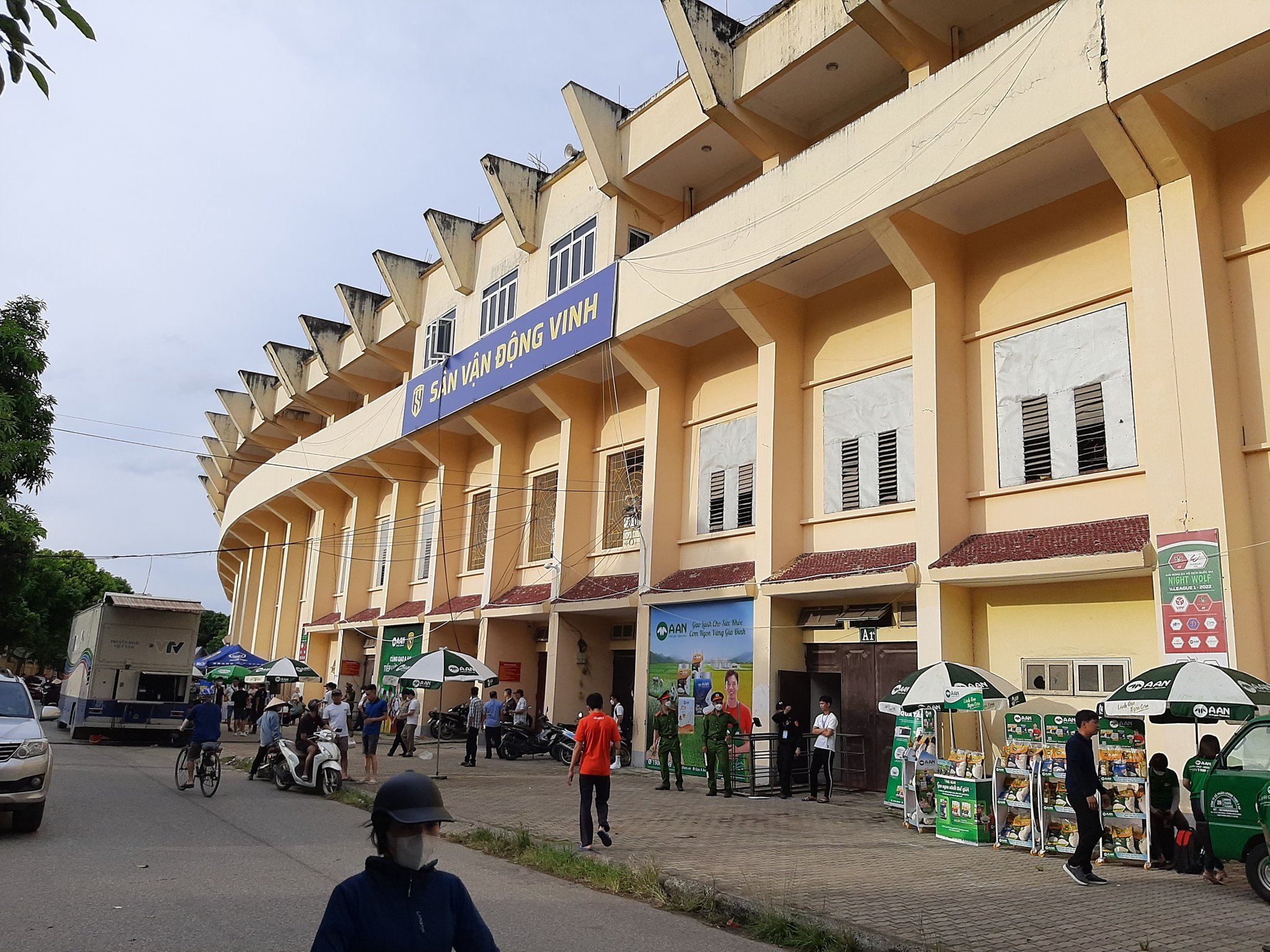
Mặt ngoài sân vận động Vinh

Nhận thấy sự phát triển của hệ thống cơ sở hạ tầng chưa tương xứng với đẳng cấp của câu lạc bộ, lãnh đạo Sở Thể dục Thể thao đã có tờ trình gửi Ủy ban nhân dân tỉnh xin nâng cấp, cải tạo và mở rộng sân vận động Vinh. Dự án này đã được tỉnh phê duyệt vào ngày 23 tháng 9 năm 1999 với tổng mức đầu tư là 20.800 triệu đồng. Với mục tiêu nâng cấp Sân Vinh đạt tiêu chuẩn quốc tế phục vụ thi đấu các môn thể thao như bóng đá, điền kinh và một số hoạt động văn hoá lớn của tỉnh và toàn quốc trong thời gian 50 năm, đợt cải tạo và nâng cấp này đã mở rộng mặt sân bóng đá với diện tích 8.436 m2, mở rộng khán đài B để bố trí thêm 1.000 chỗ ngồi, xây mới khán đài A có sức chứa 7.000 chỗ, trong đó 5.000 chỗ ngồi ghế tựa, có mái che. Ngoài ra, hệ thống cấp thoát nước cũng được đầu tư, cải tạo theo cấu trúc 2 lớp chạy xung quanh sân (lớp phía trong đường chạy vòng và lớp dọc dải phân cách giữa khu khán giả và đường chạy) với tổng chiều dài 760m. Sau ba năm thi công, đến mùa bóng 2002-2003, việc nâng cấp mặt sân thi đấu hoàn thành và được bàn giao, đưa vào sử dụng. 
Năm 2003, hạng mục xây dựng khu vực I - II khán đài A (bao gồm cả việc lắp đặt hệ thống ghế ngồi) đã hoàn thành với số vốn đầu tư gần 11 tỷ đồng. Sau khi đã hoàn thành việc tu sửa, mặt cỏ sân đã đạt tiêu chuẩn quốc tế, hệ thống tưới ẩm và thoát nước ngầm. Khán đài A thiết kế theo kiểu mái vòm hiện đại với 5.000 chỗ ngồi lắp ghế composing, hệ thống chiếu sáng hiện đại được lắp đặt. Năm 2006, hệ thống mương thoát nước của sân Vinh cũng đã được bàn giao, đưa vào sử dụng. 
Đến năm 2016, để phục vụ cho công tác tổ chức Hội khỏe Phù Đổng toàn quốc, Sở Văn hoá - Thể thao và Du lịch Nghệ An đã cho nâng cấp toàn bộ sân Vinh. Khoảng 6.000 chiếc ghế đã được lắp ráp tại khán đài B sân Vinh. Kể từ khi được xây dựng vào những năm 1973-1974, đây là lần đầu tiên SVĐ Vinh được tu sửa với quy mô lên đến 10 tỷ đồng. Khán đài C và D vốn rêu phong ẩm mốc cũng được xây lại và lắp rào chắn mới hoàn toàn. Không chỉ có khán đài B, khán đài D khu vực dành cho các CĐV đội khách tại V.League cũng được lắp khoảng hơn 500 ghế ngồi và các phòng chức năng của sân vận động cũng đã được tu sửa.